# Winseldorf
Winseldorf település Németországban, Schleswig-Holstein tartományban. Lakosainak száma 344 fő (2023. december 31.).

## Népesség
A település népességének változása:
| Lakosok száma | 373  | 327  | 325  | 326  | 325  | 344  |
|               | 1975 | 2017 | 2019 | 2021 | 2022 | 2023 |